# Нейс (Нідерланди)
Нейс (нід. Nuis, нід. вимова: [nœy̯s]) — село в нідерландській провінції Гронінген. Входить до муніципалітету Вестерквартір.
Його площа становить 3,25км², а населення станом на 2021 рік складало 670 осіб.

## Галерея

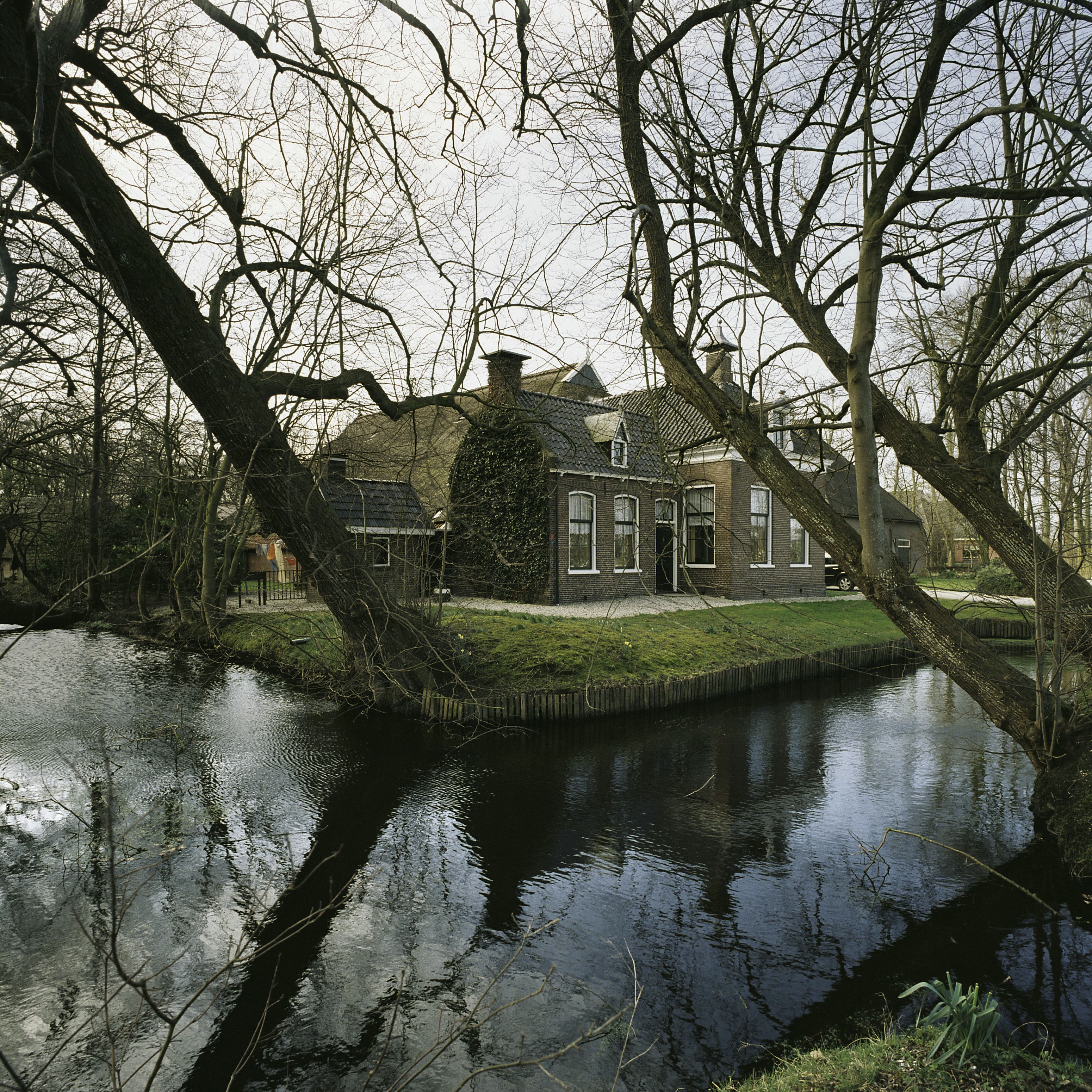
Ферма у Нейсі
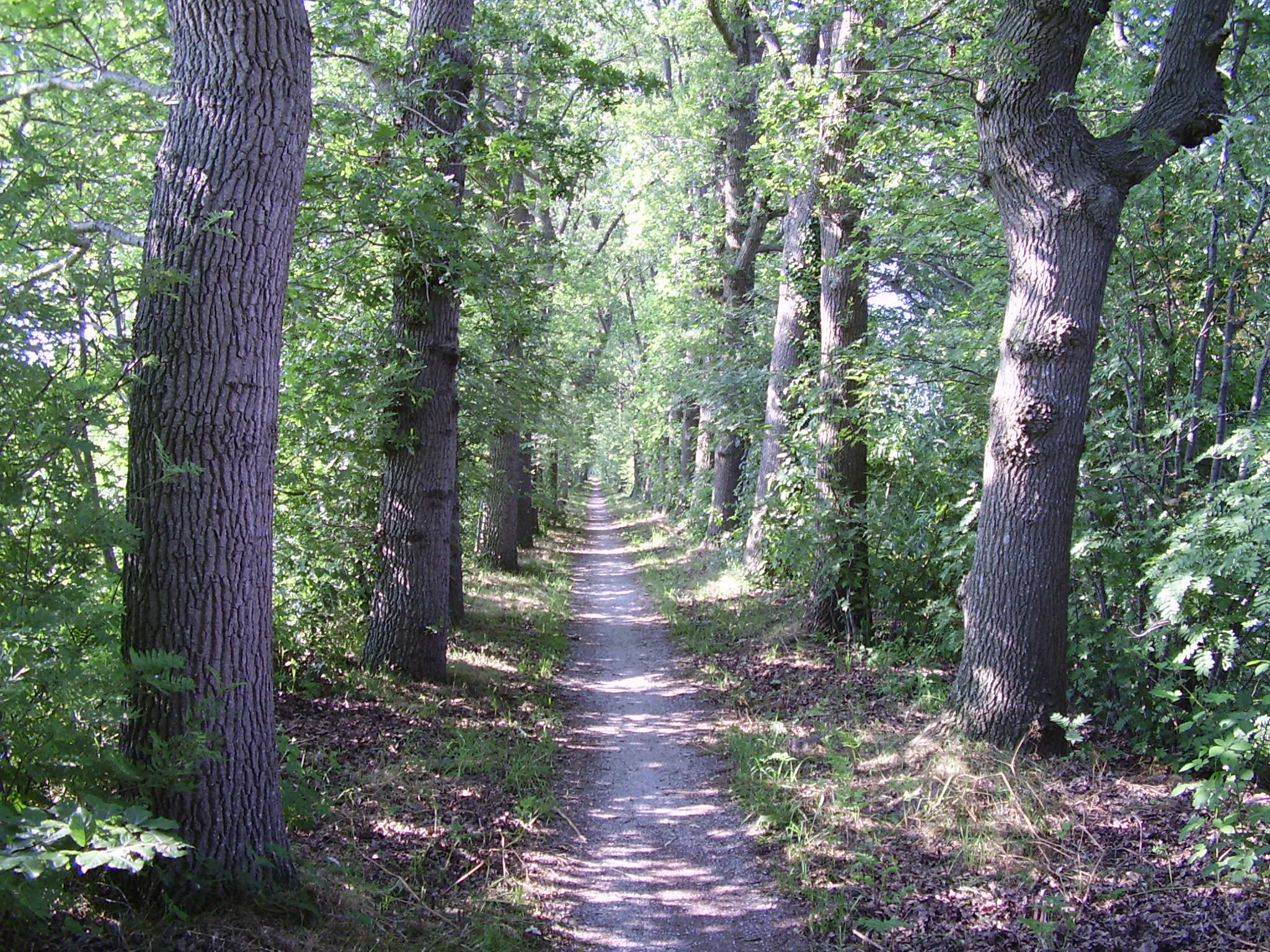
Велосипедна доріжка
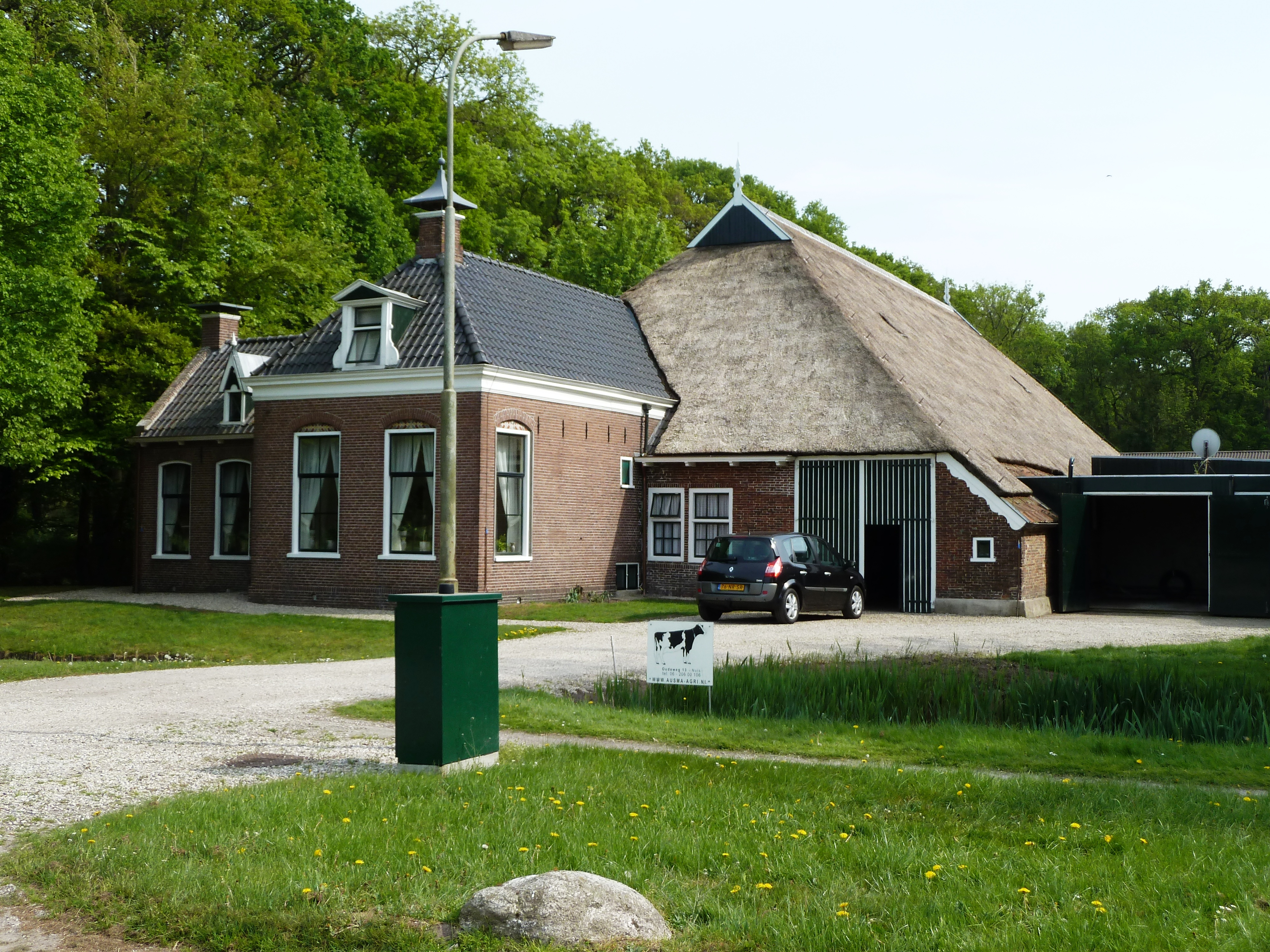
Ферма поблизу села